# Parque Nacional da Mupa
Parque Nacional da Mupa är en nationalpark i Angola.   Den ligger i provinsen Cunene, i den sydvästra delen av landet, 800 kilometer söder om huvudstaden Luanda. Parque Nacional da Mupa ligger 1 191 meter över havet. Arean är 6,6 kvadratkilometer.
Terrängen runt Parque Nacional da Mupa är mycket platt. Runt Parque Nacional da Mupa är det mycket glesbefolkat, med 4 invånare per kvadratkilometer.. Det finns inga samhällen i närheten.
Omgivningarna runt Parque Nacional da Mupa är huvudsakligen savann.